# 阿赫耶
阿赫耶，使用于荷兰的荷蘭語女性名。以下知名人物使用此名：
- 阿赫耶·凡娃莱亨姆（荷兰语：Aagje Vanwalleghem）（1987年10月24日），已退役比利时体操运动员。
- 阿赫耶·德肯（荷兰语：Aagje Deken）（1741年-1804年11月14日），荷兰作家。
- 阿赫耶·科克（荷兰语：Ada Kok），又称阿达·科克（1947年6月6日-），前荷兰游泳运动员。